# Pak Hwasong
Pak Hwasŏng o Pak Kyŏngsun (en coreano: 박화성, Mokpo, Jeolla del Sur, 16 de abril de 1904-30 de enero de 1988) fue una escritora coreana cuya obra sirve de testimonio de la realidad de su país durante la ocupación japonesa de Corea y la Guerra de Corea, en especial de las mujeres cautivas.

Comenzó a estudiar en la Universidad Femenina de Japón, aunque no pudo terminar sus estudios.
Su primera obra "Víspera de la cosecha otoñal" apareció en la revista Chosŏn mundan.

## Obra
- Ch'usŏk chŏnya (Víspera de la cosecha otoñal), 1925
- Hongsu chŏnhu (Antes y después del diluvio), 1932
- Paekhwa (Flor blanca), 1932
- Kohyang ŏmnŭn saramdŭl (Gente sin tierra), 1936
- Hyuhwasan (Volcán inactivo), 1977